# Der Kommandant – Entscheidung im Atlantik
Der Kommandant – Entscheidung im Atlantik (Originaltitel: Comandante) ist ein Spielfilm von Edoardo De Angelis aus dem Jahr 2023 mit Pierfrancesco Favino als Salvatore Todaro. Premiere war am 30. August 2023 als Eröffnungsfilm der Internationalen Filmfestspiele von Venedig, wo der Film in den Wettbewerb um den Goldenen Löwen eingeladen wurde. Ursprünglich wurde Challengers – Rivalen als Eröffnungsfilm der Filmfestspiele ausgewählt, aufgrund des Streiks von Schauspielern und Drehbuchautoren in den USA wurde Challengers durch Comandante als Eröffnungsfilm ersetzt.

## Handlung

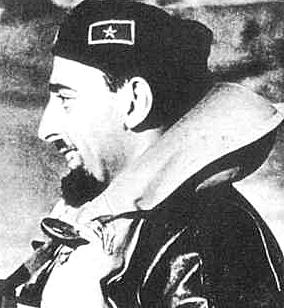
Salvatore Todaro

Während des Zweiten Weltkrieges ist Salvatore Todaro Kommandant des Unterseebootes Cappellini der italienischen Marine. Im Oktober 1940 trifft er im Atlantik in der Nacht auf das bewaffnete belgische Handelsschiff Kabalo und versenkt dieses.
Die 26 Schiffbrüchigen der Kabalo werden von Todaro vor dem Ertrinken gerettet und an Bord aufgenommen, um sie in den nächsten sicheren Hafen zu bringen.
Um Platz für die Schiffbrüchigen in seinem U-Boot zu schaffen, ist er gezwungen, drei Tage lang an der Wasseroberfläche zu navigieren. Dadurch wird er für feindliche Streitkräfte sichtbar und er gefährdet somit sein eigenes Leben sowie das seiner Männer.

## Besetzung und Synchronisation
Die deutschsprachige Synchronisation übernahm die Think Global Media. Dialogregie führte Gerd Naumann, das Dialogbuch schrieb Martin Schowanek.
| Rolle                | Darsteller            | Synchronsprecher  |
| -------------------- | --------------------- | ----------------- |
| Salvatore Todaro     | Pierfrancesco Favino  | Michael Iwannek   |
| Vittorio Marcon      | Massimiliano Rossi    | Bernd Vollbrecht  |
| Gigino Magnifico     | Giuseppe Brunetti     | Fabian Kluckert   |
| Vincenzo Stumpo      | Gianluca Di Gennaro   | Fabian Oscar Wien |
| Danilo Stiepovich    | Arturo Muselli        | Martin Sabel      |
| Jacques Reclercq     | Johannes Wirix        | Johannes Wirix    |
| Giuseppe Chierici    | Francesco Cancellotti | Paul-Lino Krenz   |
| Pietro Bono          | Giuseppe Lo Piccolo   | Sven Gerhardt     |
| Niccolò Poma         | Danilo Arena          | Timo Weisschnur   |
| Antonio Mulargia     | Ciraj Amalal          | Rainer Fritzsche  |
| Enrico Lesen d'Aston | Alessandro Bandini    | Stefan Bräuler    |
| Salvatore Minniti    | Mario Russo           | Jan-Marten Block  |
| Ivano Leandri        | Pietro Angelini       | Florian Clyde     |
| Anna Magnifico       | Cecilia Bertozzi      | Luisa Wietzorek   |
| Antonio Nucifero     | Pierfilippo Agati     | Sebastian Borucki |
| De Angelis           | Giulio Greco          | Heiko Akrap       |
| Efisio Careddu       | Riccardo Lai          | Julian Bloedorn   |
| Georges Vogels       | Johan Heldenbergh     | Andreas Conrad    |
| Leonardo Barletta    | Luca Chikovani        | Christopher Groß  |
| Morandi              | Giustiniano Alpi      | Jan Kurbjuweit    |
| Rina Todaro          | Silvia D'Amico        | Magdalena Helmig  |
| Bastinato            |                       | Christopher Arndt |

## Historischer Hintergrund
Der Film basiert auf einer wahren Begebenheit. Am 15. Oktober 1940 lieferte sich das italienische U-Boot Comandante Cappelini unter Korvettenkapitän Salvatore Todaro ein Artillerieduell mit dem – unter britischer Flagge fahrenden – bewaffneten belgischen Frachter Kabalo etwa 700 Seemeilen nordnordwestlich von Madeira. Nach dessen Versenkung nahm die Capellini ein Rettungsboot mit 26 Insassen in Schlepp, um sie zu einem neutralen Hafen in Sicherheit zu bringen; die Insassen eines weiteren Bootes, nach dem er ebenfalls suchte, waren inzwischen von einem Handelsschiff aufgegriffen worden. Als nach mehrtägiger Fahrt wiederholt die Schleppleine gerissen war und das Rettungsboot zu sinken drohte, nahm Todaro die Insassen in sein U-Boot auf und lieferte sie anschließend wohlbehalten auf den Azoren ab. Es war dies nicht das einzige Mal, dass Todaro sich große Mühe machte, um die Überlebenden versenkter feindlicher Schiffe zu retten, sich aber dadurch zugleich in erhebliche Gefahr begab.
Die Cappellini, diesmal unter Kapitän Marco Revedin, war später auch an der Rettung der Überlebenden des britischen Schiffes Laconia beteiligt. Über die Bombardierung der Rettungsaktion durch die amerikanische Luftwaffe zeigte sich Todaro zutiefst erschüttert. Er kam am 13. Dezember 1942 bei einem Tieffliegerangriff bei den tunesischen Galite-Inseln ums Leben.

## Produktion

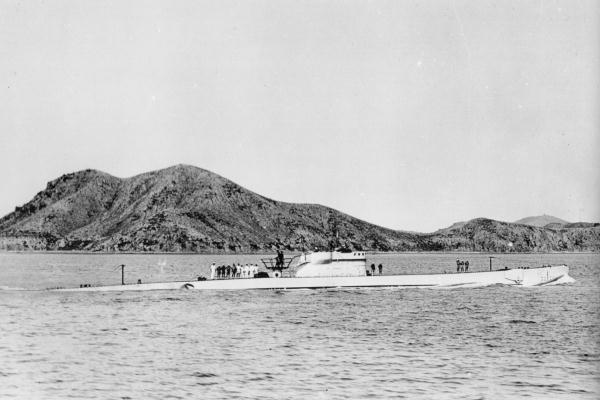
Das ursprünglich für die italienische Marine als Comandante Cappellini gebaute U-Boot, später U.IT.24 der deutschen Kriegsmarine, im August 1944

Die Dreharbeiten fanden im Herbst 2022 acht Wochen lang hauptsächlich in der Marinebasis Tarent statt. Unterwasseraufnahmen entstanden an vier Tagen in Belgien. Für die Aufnahmen wurde eine Replika der Cappellini in Originalgröße in Zusammenarbeit mit der Marina Militare, den Cinecittà Studios und Fincantieri angefertigt. Die Replika wog 70 Tonnen bei einer Länge von 73 Metern, mehr als 100 Personen waren beim Bau, der mehr als acht Monate in Anspruch nahm, involviert.
Produziert wurde der Film von Indigo Film, Beside Productions, Istituto Luce Cinecittà, O'Groove srl, Rai Cinema, Tramp Limited, VGroove Srl und Wise. Als Produzenten fungierten Edoardo De Angelis, Attilio De Razza, Nicola Giuliano, Pierpaolo Verga, Francesca Cima, Viola Prestieri und Attilio De Razza. Das Budget betrug rund 15 Millionen Euro, unterstützt wurde die Produktion vom italienischen Kulturministerium und Creative Europe MEDIA.
Die Kamera führte Ferran Paredes Rubio, die Musik schrieben Robert Del Naja und Euan Dickinson, die Montage verantwortete Lorenzo Peluso. Das Kostümbild gestaltete Massimo Cantini Parrini, das Szenenbild Carmine Guarino. Regisseur, Drehbuchautor und Produzent Edoardo De Angelis (* 1978 in Neapel) war in Venedig unter anderem bei den Filmfestspielen 2016 mit Unzertrennlich in der Sektion Giornate degli Autori – Venice Days vertreten.

## Veröffentlichung
Premiere war am 30. August 2023 als Eröffnungsfilm der Internationalen Filmfestspiele von Venedig, wo der Film in den Wettbewerb um den Goldenen Löwen eingeladen wurde.
Die Veröffentlichung auf Blu-ray und DVD erfolgte am 24. Oktober 2024.

## Rezeption
Björn Becher vergab auf filmstarts.de zwei von fünf Sternen. Mit seiner wenig subtilen Heldenverehrung sollte der Film eigentlich zu heißen Diskussionen führen. Aber dafür sei dieser am Ende doch zu banal und wenig spannend. Immerhin sieht er oft gut aus, speziell wenn sich der U-Boot-Nachbau durch das Wasser wälzt, schaffe das einige beeindruckende Momente.
Lida Bach meinte auf moviebreak.de, dass eine bewusst bühnenhafte Ästhetik mittels erotischer Stilisierung militärischer Accessoires und bürgerlicher Requisiten die gestrigen Grundpfeiler der faschistischen Handlungsära als provokant-progressiv abbilde. Taktvolle Theatralik und solides Schauspielhandwerk würden einen von rechts-nationalistischer Ideologie durchtränkten Kriegsfilm als Hymne auf soldatischen Humanismus verkaufen.
Daniel Kothenschulte bezeichnete den Film in der Frankfurter Rundschau als „Netflix-Fehlgriff“. Marian Wilhelm meinte dagegen auf DerStandard.at, dass Comandante nicht die schlechteste Wahl als Eröffnungsfilm sei, er trage eine durchaus humanistische Botschaft in sich. Es geht um Seenotrettung entgegen der Befehle von oben und den moralischen Imperativ im Angesicht der Gefahr. Die Parallelen zur unterlassenen Hilfeleistung gegenüber Flüchtenden im Mittelmeer seien sowieso unübersehbar.
Simon Eberhard bewertete den Film auf outnow.ch mit drei von sechs Sternen. Dank des charismatischen Hauptdarstellers Pierfrancesco Favino erleide dieser U-Boot-Film keinen vollständigen Schiffbruch. Favino überzeuge gerade auch deswegen, weil seine Figur kein strahlender, sondern ein gebrochener Held sei. Trotzdem könne auch er die Schwächen des Films wie beispielsweise eine unausgegorene Dramaturgie nicht übertünchen.

## Auszeichnungen und Nominierungen
Internationale Filmfestspiele von Venedig 2023
- Nominierung für den Wettbewerb um den Goldenen Löwen[3]
- Auszeichnung mit dem La Pellicola d'Oro Award – Best Set Designer (Simona Balducci)[19]

David di Donatello 2024
- Nominierung in der Kategorie Bester Produzent (Nicola Giuliano, Francesca Cima, Carlotta Calori, Viola Prestieri für Indigo Film; Pierpaolo Verga, Edoardo De Angelis für O’ Groove; Paolo Del Brocco für Rai Cinema; Attilio De Razza für Tramp Limited; Mariagiovanna De Angelis für Vgroove; Antonio Miyakawa für Wise Pictures)
- Nominierung in der Kategorie Bester Hauptdarsteller (Pierfrancesco Favino)
- Nominierung in der Kategorie Beste Kamera (Ferran Paredes Rubio)
- Nominierung in der Kategorie Beste Produktions-Design (Carmine Guarino, Iole Autero)
- Nominierung in der Kategorie Bestes Kostüm (Massimo Cantini Parrini)
- Nominierung in der Kategorie Bestes Make-Up (Paola Gattabrusi, Lorenzo Tamburini)
- Nominierung in der Kategorie Bestes Hairstyling (Massimo Gattabrusi)
- Nominierung in der Kategorie Bester Sound (Valentino Giannì, Alessandro Feletti, Mirko Perri, Giancarlo Rutigliano)
- Nominierung in der Kategorie Beste VFX (Kevin Tod Haug, Stacey Dodge)
- Nominierung für den David Youth Award (Edoardo De Angelis)

Nastro d’Argento 2024
- Nominierung in der Kategorie Bester Film (Edoardo De Angelis)[21]
- Nominierung in der Kategorie Bester Hauptdarsteller (Pierfrancesco Favino)
- Nominierung in der Kategorie Beste Kamera (Ferran Paredes Rubio)
- Nominierung in der Kategorie Bester Szenenbild (Carmine Guarino)
- Nominierung in der Kategorie Bester Ton (Valentino Giannì)
- Nominierung in der Kategorie Bestes Casting (Gabriella Giannattasio, Marco Matteo Donat-Cattin)

## Publikationen
- Comandante, Roman von Edoardo De Angelis und  Sandro Veronesi, übersetzt von Anna Leube und Wolf Heinrich Leube, Paul-Zsolnay-Verlag, Wien 2024, ISBN 978-3-552-07389-0.[22][23]